# Peștera (Constanța megye)
Peștera község Constanța megyében, Dobrudzsában, Romániában. A hozzá tartozó települések: Ivrinezu Mare, Ivrinezu Mic, Izvoru Mare és Veteranu.

## Fekvése
A település az ország délkeleti részén található, Konstancától hatvan kilométerre nyugatra, a legközelebbi várostól, Medgidiától tizenhat kilométerre, délnyugatra.

## Lakossága
A nemzetiségi megoszlás a következő:
| 2002      | 2002 | 2002   |
| --------- | ---- | ------ |
| Románok   | 3507 | 98,92% |
| Tatárok   | 22   | 0,62%  |
| Romák     | 10   | 0,28%  |
| Törökök   | 2    | 0,05%  |
| Lipovánok | 2    | 0,05%  |
| Magyarok  | 1    | 0,02%  |
| Németek   | 1    | 0,02%  |
| Összesen  | 3545 | 100,0% |